# کنتروسور
کنتروسور (نام علمی: Kentrosaurus) نام یک سرده از راسته پرنده‌کفلان است.